# Joseph Sauveur
Joseph Sauveur [soˈvœʀ] (* 24. März 1653 in La Flèche; † 9. Juli 1716 in Paris) war ein französischer Wissenschaftler und gilt als der Begründer der Akustik als wissenschaftlicher Disziplin.

## Biographie
Joseph Sauveur studierte zunächst Theologie und Philosophie in Paris, wechselte dann zur Medizin, um sich schließlich der Mathematik zu widmen.
Er wirkte als Mathematiklehrer in Paris und übernahm 1686 den Lehrstuhl für Mathematik am Collège Royal. Erst nachdem er im Jahr 1696 in die französische Akademie der Wissenschaften gewählt wurde, widmete er sich der Akustik, die bis dahin kaum wissenschaftlich erforscht wurde. Diese Wahl des Betätigungsfeldes scheint erstaunlich, denn Sauveur war angeblich taub (vermutlich zumindest schwerhörig) und bis zu seinem 7. Lebensjahr auch stumm.

## Forschungen
Als wichtigste Forschungsergebnisse Joseph Sauveurs gelten:
- eine Methode, um die Frequenz von Tonhöhen durch die Schwebungsmethode exakt zu messen
- die Zusammensetzung eines Tons aus einem Grundton und seinen Obertönen und die Umsetzung dieser Erkenntnis auf den Orgelbau
- die Erforschung von verschiedenen (vor allem gleichstufigen) Stimmungssystemen und als Hilfsmittel die Einführung der Einheiten Méride und Eptaméride zur Bestimmung von Intervallgrößen.

1710 veröffentlichte er über magische und lateinische Quadrate.

## Werke
Sämtliche Schriften sind ursprünglich in den Jahrbüchern der Akademie der Wissenschaften von Fontenelle herausgegeben worden.
- Sur la détermination d’un son fixe. in: Histoire de l’Académie Royale des sciences 1700
- Principes d’acoustique et de musique, ou système général des intervalles des sons. in: Mémoires de l’Académie Royale des sciences 1701
- Application des sons harmoniques à la composition des jeux d’orgues. in: Mémoires... 1702
- Méthode générale pour former des systèmes tempéré de musique, et du choix de celui qu’on doit suivre. in: Mémoires... 1707
- Table générale des systèmes tempérés de musique. in: Mémoires... 1711
- Rapports des sons des cordes d’instruments de musique, aux flêches des cordes; et nouvelles déterminations de sons fixes. in: Mémoires... 1713

Neuausgabe sämtlicher Werke:
- Joseph Sauveur: Collected Writings On Musical Acoustics. Herausgegeben von Rudolf Rasch. Utrecht 1984, ISBN 90-70907-07-0